# HK Dinamo Minsk
HK Dinamo Minsk je profesionální běloruský hokejový tým, který sídlí v Minsku. Od sezóny 2008–2009 hraje Kontinentální hokejovou ligu v divizi Bobrova, poté byl přeřazen do divize Tarasova. Předchůdcem klubu byl Tivali Minsk.

## Historické názvy
- 1948 – Torpedo Minsk
- 1956 – Burevestnik Minsk
- 1958 – Krasnoje Snamja Minsk
- 1964 – Trud Minsk
- 1965 – Vympel Minsk
- 1966 – Torpedo Minsk
- 1977 – Dinamo Minsk
- 1993 – Tivali Minsk
- 2004 – HK Dinamo Minsk

## Historie

### Minské hokejové týmy na mistrovství Sovětského svazu (1947–1976)
Poprvé se minský hokejový tým na ledě objevil v sezóně 1947/1948 ve skupině B pod názvem Torpédo, kde se však umístil na posledním místě. Již následující rok reprezentoval sportovní organizaci Spartak. V roce 1950 klub získal právo hrát ve skupině A, kde strávil následující tři sezóny, avšak poté ukončil svou činnost. Po celou dobu zápasů tým ani jednou nehrál v Minsku a pouze jednou zvítězil na mistrovství v letech 1952/53 a další dvě vítězství v následující sezóně. 
Od roku 1965 se hlavním běloruským hokejovým týmem stalo Torpédo. Tým byl tvořen převážně zkušenými zahraničními hráči, což zapříčinilo, že se hned v první sezóně probojoval do elitní divize. Nicméně v elitě se Torpédo umístilo na posledním 12. místě a zpochybnilo tak v přechodném zápase své právo hrát v následující sezóně mezi nejsilnějšími. V následujícím období se výsledky týmu jen zhoršovaly. V letech 1969 až 1973 hrál v první skupině A, která v té době patřila k druhé divizi a každým rokem se výsledky jen zhoršovaly. Na jaře roku 1973 tým skončil na předposledním místě a propadl se tak do druhé skupiny, kde strávil následující tři sezóny.
Minský hokejový tým Dinamo byl založen v roce 1948. Během několika let se účastnil amatérských mistrovství Běloruské sovětské socialistické republiky (BSSR). V sezóně 1950/1951 Dinamo získalo bronzovou medaili, v sezóně 1968/69 stříbrnou a dvakrát v sezóně 1967/68 a 1969/70 vyhrálo mistrovství BSSR. V roce 1972 tým skončil na třetím místě, avšak bronzovou medaili nedostal: místa na stupni vítězů tehdy obsadily běloruské týmy, které patřily do skupiny B celosvazového mistrovství. Postupem času začal tým své pozice ztrácet. Na konci mistrovství BSSR v letech 1974/75 "bílo-modří" skončili na šestém místě a poté se rozhodli ukončit svou hráčskou činnost na běloruské aréně. 

### Dinamo na mistrovství Sovětského svazu (1976–1992)
V létě roku 1976 minské Torpédo, které v té době hrálo v západní části druhé skupiny třídy A (třetí nejsilnější divize mistrovství Sovětského svazu), přešlo pod jurisdikci FCO Dinamo. Sportovní organizace vytvořila podmínky pro hostující hráče, řešila různé otázky týkající se bydlení a hmotné pomoci a také začala spolupracovat s moskevskými spoluhráči. Tým vedl uznávaný odborník Vitalij Stain z Novosibirsku, kterému pomáhal bývalý brankář Torpéda Jurij Nikonov. Skvělou podporou pro budoucí Dinamo byl krytý zimní stadion v parku Gorkého, který byl postaven v roce 1976. Na základě vzniku zimního stadionu byla založena Speciální sportovní škola pro děti a mládež "Junosť,", jejíž žáci později tvořili základní pilíř Dinama.
Již v debutovém ročníku Dinamo získalo vstupenku do první třídy na mistrovství Sovětského svazu a po třech sezónách, tedy v roce 1980 tým postoupil do vyšší ligy. Tam se však týmu nedařilo a umístěním se na 12. posledním místě byl přeřazen do skupiny A. V letech 1982 až 1983 tým hrál jen přechodná utkání a jeho snaha hrát ve vyšší lize nebyla úspěšná. 
Návrat k hokejové elitě Sovětského svazu se konal v roce 1988, kdy nová generace odchovanců ze školy "Junosť" v čele s Vladimírem Krikunovem byla schopna nakonec překonat bariéru předchozích zápasů. Lepší výsledky na mistrovství Sovětského svazu Dinamo získalo v sezóně 1989/1990, kdy se týmu poprvé ve své historii podařilo hrát druhé kolo mistrovství vyšší ligy v první desítce nejsilnějších týmů. Hokejisté, kteří hráli na konci 80. let v soupisce Dinama, se později stali hlavními hráči pro reprezentační tým Běloruska. 

### Tivali (1992—2000)
Kvůli finančním problémům na začátku 90. let byl tým Dinama přeřazen do soukromého vlastnictví a na jaře roku 1993 byl přejmenován na Tivali. Tým se čtyřikrát stal mistrem Běloruska, dvakrát získal stříbrnou medaili a jedenkrát bronzovou. Kromě mistrovství Běloruska hrál v letech 1992 až 1996 v Mládežnické hokejové lize – MHL a po jejím rozpadnutí hrál ve Východoevropské hokejové lize – VEHL. V letech 1994 a 1995 se probojoval do finále Evropského poháru, kde získal páté a sedmé místo. V první polovině 90. let byl tým Tivali hlavním klubem reprezentačního týmu Běloruska a po mistrovské sezóně v roce 1999/2000 byl rozpuštěn.

### Znovuzrození týmu (2003—2007)
V roce 2003 předseda běloruské hokejové federace Vladimír Naumov, který byl zároveň v čele Ministerstva vnitra rozhodl o znovuzrození týmu Dinamo. Zakladatelem týmu byly silové úřady Běloruska, mezi sponzory patřily i podniky Minské oblasti. V čele týmu byl slovenský specialista Julius Šupler. První zápas na mistrovství Běloruska znovuzrozené Dinamo hrálo 10. října roku 2003 proti týmu Vitěbsk s vítězným skóre 2:1. 
Původní složení byl tvořeno především mladými běloruskými hráči. Nicméně, po sezóně 2004/2005, kdy tým skončil jen na devátém místě, aniž by se dostal do Play–off, princip tvorby formace se změnil: byly podepsány smlouvy se zkušenými hokejisty, z nichž mnozí hráli za reprezentační tým Běloruska. Tým vedl Slovák Ľubomír Pokovič. Pod jeho vedením tým dvakrát vyhrál Pohár Běloruska a umístil se na druhém místě mistrovství 2005/2006. V roce 2007 byl slovenský trenér náhle propuštěn a na jeho místo nastoupil Eduard Zankovec, který dovedl tým k zlaté medaili. 

### Dinamo v KHL (od roku 2008 — až dosud)
Poté, co byla 28. března roku 2008 potvrzena účast běloruského týmu na mistrovství Kontinentální hokejové ligy, vedení klubu se rozhodlo vytvořit zcela nový tým.
Hlavním trenérem se stal kanadský hokejista Paul Gardner, který byl ještě před začátkem mistrovství vyměněn za Jima Hughese. Začátek mistrovství nebyl úspěšný – po 12. kole se tým umístil na předposledním místě a vedení klubu na tuto skutečnost zareagovalo rychle. Hned 1. října byl odvolán z funkce generální ředitel Vladimír Gončarov a 15. října po opakujících se prohrách byl propuštěn Jim Hughes. Novým hlavním trenérem byl zvolen Vasilij Spiridonov, který dříve pracoval v hokejovém týmu Dinamo-Shinnik. Ovšem novému trenéru se výsledky nepodařilo zlepšit a na konci základní části v sezóně 2008/2009 tým skončil sotva na 22. místě.
Na jaře roku 2009 se hlavním trenérem Dinama stal kanadský hokejové trenér Glen Hanlon (Glen Hanlon), který předtím úspěšně vedl Běloruský reprezentační tým. Sestavování týmu v období mezi sezónami se provádělo pečlivěji, avšak trenér vsadil spíše na zahraniční hráče. Mezi nejvíce známá jména patřili reprezentační hráči Finska Ossi Väänänen a Ville Peltonen (Ville Peltonen), dále běloruský reprezentační brankář Andrej Mezin (Andrèj Mezin). Hokejovou farmou (Hokejová farma) se stal klub vytvořený ve městě Salihorsk HK Šachtar (Šachtar Salihorsk).
Sezóna 2009/2010 se podobala té předchozí: na základě špatných výsledků již na začátku sezóny byl nový trenér opět vyměněn – důvěra týmu byla svěřena do rukou trenérovi hokejového týmu Gomel Alexandru Andrievsky. Změna trenéra však nepomohla – tým se opět nedokázal probojovat do Play-off, v západní konferenci se umístil na 11. místě a celkově se tak na mistrovství umístil na 17. místě. Pozitivním momentem sezóny bylo novoroční vítězství v nejstarší klubové soutěži Evropy Spenglerův pohár. Od druhé poloviny ledna roku 2010 se všechna domácí utkání Dinama odehrávala v Minské aréně. Po skončení sezóny tým převzal nový český trenér Marek Sýkora, který opustil hokejový tým Jekatěrinburgu HK Avtomobilist.
Sezóna 2010/2011 byla pro Dinamo Minsk nejúspěšnější ze celou dobu v KHL. Trenérem týmu byl zvolen český hokejový odborník Marek Sýkora, který opustil hokejový tým Jekatěrinburgu HK Avtomobilist. Marek Sýkora je považován za jednoho z nejúspěšnějších trenérů celé KHL. Díky němu si tým zahrál finále s týmem Metallurg Magnitogorsk (Mg) (Metallurg Magnitogorsk) a postoupil do Play-off s nováčkem sezóny 2009/2011 Avtomobilist Jekatěrinburg (Avtomobilist Jekatěrinburg). K nejvýraznějším akvizicím klubu končící sezóny patří doplnění týmu k známé trojici hráčů z týmu Barys Astana (Barys Astana) – Spiridonow – Stümpel – Glazachev brankářem Robertem Esche (Robert Esche) a držitelem Stanley Cup (Stanley Cup) Petrem Sýkorou (Petr Sýkora (1976)). Nejen že se nové sestavě týmu podařilo postoupit do Play-off, ale téměř se mu povedla senzace, když prohrál v rozhodujícím sedmém utkání s vítězem Západní konference Lokomotiv Jaroslavl (Lokomotiv Jaroslavl). K úspěchům klubu v sezóně 2010/2011 patří také skutečnost, že Dinamo Minsk se stalo nejnavštěvovanějším týmem celé KHL a třetím nejvíce navštěvovaným týmem Evropy, kdy na rozhodujících utkáních byla patnáctitisícová Minská aréna naplněna až k prasknutí. To je také důvod, proč byla tato sezóna pro Dinamo Minsk zvolena za nejlepší v KHL.
Přípravu na sezónu 2011/2012 Dinamo začalo na tréninkových zápasech a utkáním Vallée de Joux ve Švýcarsku, kde se umístilo na třetím místě, dále tým pokračoval v Rize na Mistrovství lotyšských železnic (Pohár Ldz), kde skončil na čtvrtém místě a přípravu zakončil stříbrnou medailí v soutěži o Pohár Donbasu. Do začátku mistrovství Dinamo nastoupilo v nové sestavě. K akvizicím hokejového klubu především patřili zkušení hráči Lukáš Krajíček, Jaroslav Obšut, Zbyněk Irgl, dále finský útočník Teemu Laine, produktivní hráči Charles Linglet a Jere Karalahti, klub také podepsal smlouvy se čtyřmi mladými běloruskými hráči, jmenovitě: Alexander Kitarov, Anatolij Protasenja, Alexander Pavlovich a Oleg Goroshko. V průběhu šampionátu se k týmu vrátil Peter Podhradský a tým opustil kanadský obránce Danny Groulx, který přešel k týmu HC Jugra. Kapitánem týmu byl zvolen Jaroslav Obšut a asistenty Andrej Mikhalev a Geoff Platt. Také během pravidelných mistrovství se v některých zápasech v roli asistentů objevili Dmitrij Meleshko a Jere Karalahti. 
V prvním zápase šampionátu se měl tým Dinama utkat s týmem Lokomotiv Jaroslav, avšak utkání se z důvodu tragédie nekonalo. Dne 7. září 2011 se nad Jaroslavlí bezprostředně po vzletu z letiště Tunošna zřítilo letadlo Jak-42D. Mezi mrtvými byli i tři běloruští hráči Ruslan Salej, Sergej Ostapchuk a trenér Nikolaj Krivonosov, který v té době pracoval pro minské Dinamo.
V lednu roku 2012 klub podepsal smlouvu se slovenským útočníkem Ladislavem Nagyem. Do týmu také přišli mladí běloruští hokejisté jmenovitě Ilya Kaznadey a Sergej Dudko. V průběhu sezóny byla prodloužena smlouva obráncům Jeremu Karalahti a Lukáši Krajíčkovi. Poté, co 4. března tým prohrál 4:0 v sérii Play-off čtvrtfinále s Moskevským Dynamem, oznámil hlavní trenér týmu Marek Sýkora ukončení své kariéry. 
Na začátku sezóny 2012/2013 se hlavním trenérem týmu stal finský odborník na hokej Kari Heikkilä. Nicméně výsledky byly pouhým zklamáním: tým se v Západní konferenci umístil na jednom z posledních míst a v důsledku toho byl nový trenér ihned odvolán. Hlavním trenérem Dinama se stal Alexander Andrievsky. Tato změna byla pro tým určitým oživením: na začátku únoru se tým v Západní konferenci umístil na 7. místě. Ovšem výsledky sezóny nezajistily běloruskému týmu postup do Play-off KHL sezóny 2012/2013. 
V sezóně 2013/2014 klub výrazně posilnil tým mladými běloruskými hráči. Výsledky ovšem nebyly přijatelné, jelikož se tým v Západní konferenci umístil na posledním místě. Po sérii neúspěchů byl stávající trenér Alexander Andrievsky odvolán z funkce. Na jeho post byl prvotně jako zástupce a poté jako hlavní trenér zvolen Ľubomír Pokovič. I když se mu zlepšit situaci týmu nepodařilo, v soutěži o Pohár naděje byli "zubři" úspěšnější než před rokem. Porážka tří týmů – HC Slovan Bratislava (HC Slovan Bratislava), HK Atlant Mytišči (Atlant Mytišči) a HK Severstal Čerepovec (Severstal Čerepovec) byla pro tým vstupenkou do finále, kde tým porazil pouze HK Avangard Omsk.
V sezóně 2014/2015 byl hlavním trenérem zvolen slovenský hokejový specialista Ľubomír Pokovič. V létě byl tým výrazně posilněn, když klub podepsal smlouvy se zahraničními hráči Ryanem Vesce, Paulem Szczechura, Nickem Bailen, Ivanem Švarným, Jonathanem Cheechoo. Do týmu se také vrátili Charles Linglet a Alexander Kulakov.

## Úspěchy
Kontinentální hokejová liga
- Stříbrná medaile v soutěži o Pohár naděje pro rok 2014

Mistrovství Běloruské sovětské socialistické republiky (BSSR)
- Vítězství (2x): 1967/1968, 1969/1970
- Stříbrná medaile (1x): 1968/69
- Bronzová medaile (1x): 1950/1951

Mistrovství Běloruska
- Vítězství (1x): 2006/2007
- Stříbrná medaile (1x): 2005/2006
- Bronzová medaile (1x): 2007/2008

Běloruský pohár
- Vítězství (2x): 2005, 2006

Mezinárodní ocenění
Spenglerův pohár (Spengler Cup)
- Vítězství (1x): 2009

## Aréna
Domácí utkání Mistrovství KHL Dinamo hrálo v multifunkčním kulturním a sportovním komplex "Minsk-Arena". Sportovní komplex byl postaven v letech 2006–2009 a kromě sportovně-hledištního vestibulu s kapacitou 15 086 diváků k němu patří rychlobruslařský stadion, velodrom (Velodrom) a obrovské parkoviště. Slavnostní otevření hokejové arény se konalo 30. ledna 2010 v rámci Utkání hvězd KHL.
Minská aréna má největší kapacitu mezi kluby KHL a je to čtvrtá největší zastřešená aréna Evropy, ve které se neustále odehrávají hokejové zápasy. V roce 2014 byla tato aréna hlavním dějištěm pro mistrovská utkání v ledním hokeji. 

## Dceřiné kluby
Do struktury hokejového klubu Dinamo Minsk dále patří:
- Dinamo-Šinnik – juniorský tým, vítěz Vyšší ligy Běloruska pro rok 2011, v sezóně 2011/2012 běloruský zástupce na mistrovství Mládežnické hokejové ligy (MHL).
- Dinamo-Moloděčno – farmářský klub, založen v roce 2014, v sezóně 2014/2015 zástupce Běloruské ligy ledního hokeje.
- Dinamo-Raubiči-MHL – juniorský tým, založen v roce 2014, přeorganizován z týmu Raubichi-97, v sezóně 2014/2015 se bude účastnit mistrovství Ruska.
- Dinamo-Raubiči – juniorský tým, založen v roce 2014, přeorganizován z týmu Raubichi-98, v sezóně 2014/2015 se bude účastnit Vyšší ligy Běloruska, farmářský klub Dinamo-Molodechno.
- Šachtěr Salihorsk – farmářský klub, založen v roce 2009, v sezóně 2014/2015 se bude účastnit mistrovství Běloruska.

## Logo týmu
V létě roku 2009 se vedení klubu rozhodlo změnil symbol a styl nápisu klubu, aby zabránilo poplatkům za používání značky, jejíž právo má BFSO Dinamo. Místo tradičního písmene "D" jako logo bylo navrženo používat stylizovaný obraz zubra. Tak jako právo na název klubu v ruštině «Динамо», jako i v běloruštině «Дынама» má sportovní organizace, byla navržena změna názvu na «Дінамо». Proti poškozování názvu vystoupilo BFSO Dinamo, a proto v nové sezóně minský klub vystoupil s novým logem, ale s předchozím názvem.

## Zajímavosti
- Minské Dinamo se stalo prvním klubem v historii KHL, který změnil hlavního trenéra: kanadský trenér Paul Gardner byl odvolán dne 29. července 2008 aniž by odehrál s týmem jeden oficiální zápas. Oficiálním důvodem pro odvolání z funkce byla nespokojenost vedení s metodami přípravy týmu, zdravotní problémy a rodinná situace, nicméně, v médiích se objevila informace o údajném alkoholismu trenéra.
- Na zahajovacím ceremoniálu Zimních Olympijských her v roce 2010 v Vancouveru nesli zároveň dva hráči minského Dinama vlajky svého národního týmu: Oleg Antonenko nesl vlajku týmu Běloruska, Ville Peltonen vlajku Finska.
- Hokejový klub Dinamo Minsk se již tradičně nachází na prvních místech žebříčku průměrné návštěvnosti zápasů KHL. V sezóně 2014/2015 to bylo 14 120 diváků.

## Přehled účasti v KHL
| Bělorusko                   |        |                                                         |                  |
| Sezóny                      | Soutěž | Play off                                                | Kapitán          |
| 2008/2009                   | KHL    | Ne                                                      | bez kapitána     |
| 2009/2010                   | KHL    | Ne                                                      | Ville Peltonen   |
| 2010/2011                   | KHL    | Osmifinále (prohra 3:4 na zápasy s Lokomotiv Jaroslavl) | Jozef Stümpel    |
| 2011/2012                   | KHL    | Osmifinále (prohra 0:4 na zápasy s HK Dynamo Moskva)    | Jaroslav Obšut   |
| 2012/2013                   | KHL    | Ne                                                      | Jere Karalahti   |
| 2013/2014                   | KHL    | Ne                                                      | Alexej Kaljužnyj |
| 2014/2015                   | KHL    | Osmifinále (prohra 1:4 na zápasy s Jokerit)             | Alexej Kaljužnyj |
| 2015/2016                   | KHL    | Čtvrtfinále (prohra 2:4 na zápasy s SKA Petrohrad)      | Alexej Kaljužnyj |
| 2016/2017                   | KHL    | Osmifinále (prohra 1:4 na zápasy s Lokomotiv Jaroslavl) | Sergej Kosticyn  |
| 2017/2018                   | KHL    | Ne                                                      | Vladimír Denisov |
| 2018/2019                   | KHL    | Ne                                                      | Sergej Kosticyn  |
| 2019/2020                   | KHL    | play off se nedohrálo do konce                          | bez kapitána     |
| 2020/2021                   | KHL    | Osmifinále (prohra 1:4 na zápasy s SKA Petrohrad)       | Rob Klinkhammer  |
| 2021/2022                   | KHL    | Osmifinále (prohra 0:4 na zápasy s SKA Petrohrad)       | bez kapitána     |
| 2022/2023                   | KHL    | Osmifinále (prohra 2:4 na zápasy s SKA Petrohrad)       | Alexej Jemelin   |
| 2023/2024                   | KHL    | Osmifinále (prohra 2:4 na zápasy s HK Dynamo Moskva)    | Andrei Stas      |
| 2024/2025                   | KHL    | Semifinále (prohra 1:4 na zápasy s Traktor Čeljabinsk)  | Andrei Stas      |
| Zdroj na Eliteprospects.com |        |                                                         |                  |

## Češi a Slováci v týmu
| Ročník                                                                   | Hráči ČR                                                        | Hráči SR                                                      | Link |
| ------------------------------------------------------------------------ | --------------------------------------------------------------- | ------------------------------------------------------------- | ---- |
| 2003/2004                                                                | nikdo                                                           | nikdo                                                         |      |
| 2004/2005                                                                | Martin Kotásek, Zbyněk Mařák                                    | Jozef Maliček                                                 |      |
| 2005/2006                                                                | Zdeněk Sedlák                                                   | nikdo                                                         |      |
| 2006/2007                                                                | Zdeněk Sedlák                                                   | nikdo                                                         |      |
| 2007/2008                                                                | nikdo                                                           | nikdo                                                         |      |
| 2008/2009                                                                | nikdo                                                           | Matúš Kostúr, Richard Lintner                                 |      |
| 2009/2010                                                                | Martin Ševc                                                     | Richard Lintner                                               |      |
| 2010/2011                                                                | Tomáš Mojžíš, Petr Sýkora, Marek Sýkora (trenér)                | Jozef Stümpel, Peter Podhradský                               |      |
| 2011/2012                                                                | Zbyněk Irgl, Lukáš Krajíček, Libor Pivko, Marek Sýkora (trenér) | Jaroslav Obšut, Ladislav Nagy, Peter Podhradský, Tomáš Slovák |      |
| 2012/2013                                                                | Zbyněk Irgl, Lukáš Krajíček, Libor Pivko                        | nikdo                                                         |      |
| 2013/2014                                                                | Zbyněk Irgl , Lukáš Krajíček                                    | Tomáš Surový , Richard Lintner                                |      |
| 2014/2015                                                                | Lukáš Krajíček                                                  | Ivan Švarný                                                   |      |
| 2015/2016                                                                | Lukáš Krajíček                                                  | nikdo                                                         |      |
| 2016/2017                                                                | Lukáš Krajíček - odchod k 28.11.2016 do HC Oceláři Třinec       | nikdo                                                         |      |
| 2017/2018                                                                | nikdo                                                           | nikdo                                                         |      |
| 2018/2019                                                                | nikdo                                                           | nikdo                                                         |      |
| 2019/2020                                                                | nikdo                                                           | nikdo                                                         |      |
| 2020/2021                                                                | Dominik Furch                                                   | nikdo                                                         |      |
| 2021/2022                                                                | Jakub Krejčík                                                   | Patrik Rybár, Libor Hudáček                                   |      |
| 2022/2023                                                                | nikdo                                                           | nikdo                                                         |      |
| 2023/2024                                                                | nikdo                                                           | nikdo                                                         |      |
| 2024/2025                                                                | nikdo                                                           | nikdo                                                         |      |
| 2025/2026                                                                | nikdo                                                           | nikdo                                                         |      |
| Češi – Zdroj na Eliteprospects.com Slováci – Zdroj na Eliteprospects.com |                                                                 |                                                               |      |